# Vlag van Sluis (gemeente)

Vlag van de gemeente Sluis

De vlag van Sluis werd op 27 februari 2003 bij raadsbesluit vastgesteld als de gemeentelijke vlag van de heropgerichte Zeeuwse gemeente Sluis. De nieuwe gemeente Sluis ontstond door samenvoeging van de gemeenten Sluis-Aardenburg en Oostburg. De vlag is gebaseerd op het gemeentewapen en is ontworpen door D. de Koning. De vlag kan als volgt worden beschreven:
Aan de hijszijde rood met twee gegolfde witte lijnen. In de vlucht geschuind door een blauwe schuinbalk; rechts in wit een gekanteelde zwarte burcht, bestaande uit een gedekte poort met deuren en twee zijtorens, boven de poort een toren en op de zijtorens twee gedekte hangtorentjes, waaruit tevoorschijn komen twee toegewende hoornblazers, blazend op hoorns van goud; links in geel een dubbele geopende burcht met opgetrokken valhek, beide delen gekanteeld, alles rood.
De vlag is vrijwel gelijk aan het wapen. De tekening uit de schildvoet is in de broeking geplaatst en de weergave van de burcht is minder gedetailleerd. Alle elementen uit het gemeentewapen zijn afkomstig uit de wapens van beide voorgangers.

## Verwante symbolen

Wapen van Sluis
Het wapen van Sluis-Aardenburg
Het wapen van Oostburg uit 1971
De vlag van de oude gemeente Sluis
De vlag van Sluis-Aardenburg
De vlag van Oostburg uit 1971
De vlag van Het Vrije van Sluis (voor 1991)
De vlag van Het Vrije van Sluis (na 1991)

Borsele 
· Goes 
· Hulst 
· Kapelle 
· Middelburg 
· Noord-Beveland 
· Reimerswaal 
· Schouwen-Duiveland 
· Sluis 
· Terneuzen 
· Tholen 
· Veere 
· Vlissingen